# Witoszów Dolny

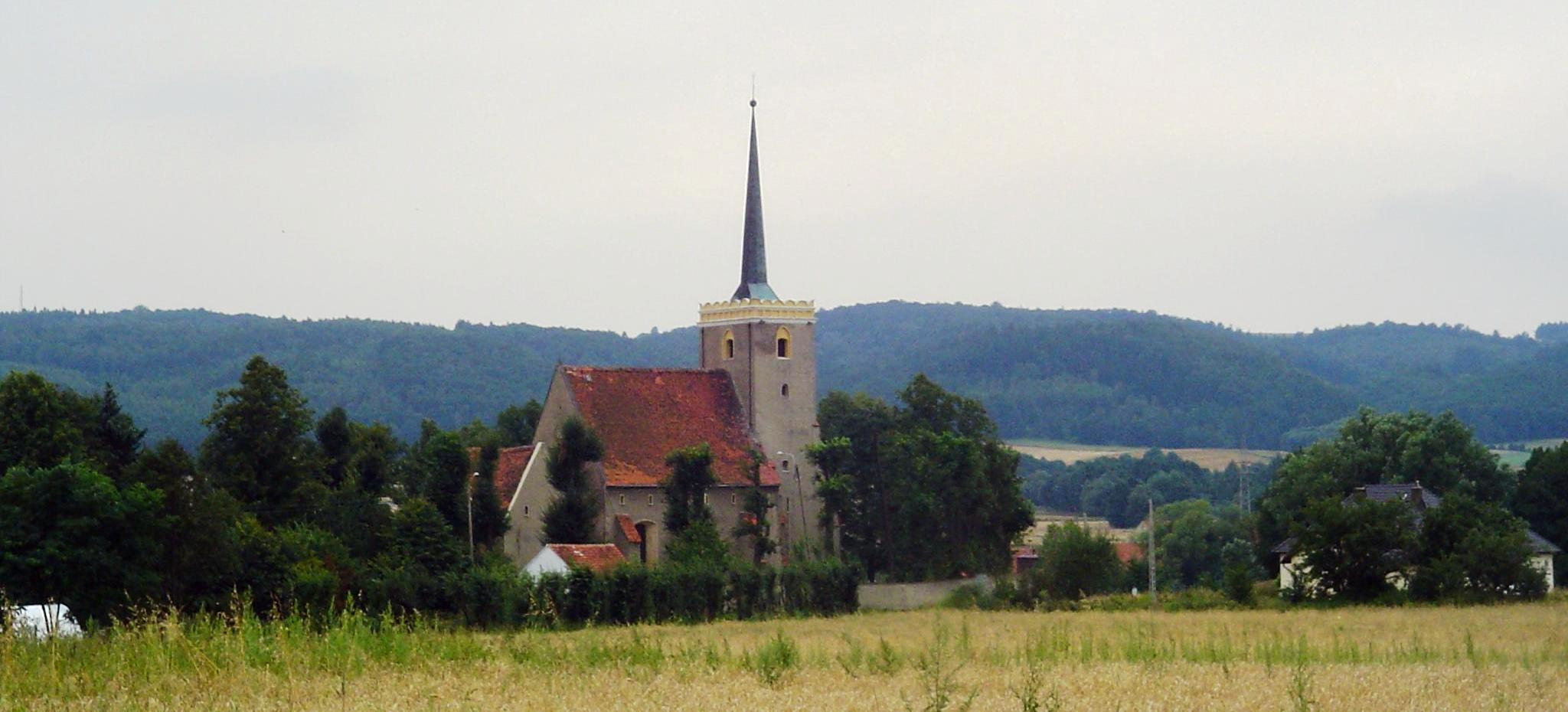
Pfarrkirche Mariä Heimsuchung in Witoszów Dolny

Witoszów Dolny (deutsch Nieder Bögendorf) ist ein Ort in der Landgemeinde Świdnica (Schweidnitz) im Powiat Świdnicki der Woiwodschaft Niederschlesien in Polen.

## Lage
Witoszów Dolny liegt etwa drei Kilometer südöstlich von Świdnica (Schweidnitz) und 54 Kilometer südlich von Breslau.
Nachbarorte sind Witoszów Gorny (Ober Bögendorf) im Westen, Kraszowice (Kroischwitz) im Südosten, Bystrzyca Dolna (Nieder Weistritz) und Burkatów (Burkersdorf) im Süden.

## Geschichte
Im Zuge der Ostkolonisation gründeten deutsche Siedler auf einem Waldstück der Stadt Schweidnitz das Dorf „Bogindorf“. Eine Pfarrkirche unter dem Patronat des Breslauer Klarissenklosters entstand 1265/68. Nach der Teilung des Herzogtums Breslau 1290/91 gelangte Bögendorf an das neu gebildete Herzogtum Schweidnitz. Dieses fiel nach dem Tod des Herzogs Bolko II. erbrechtlich an die Krone Böhmen, wobei Bolkos Witwe Agnes von Habsburg bis zu ihrem Tod 1392 ein Nießbrauch zustand. Für das Jahr 1318 ist urkundlich die Schreibung „Bougendorf“ belegt. Es besaß ein Rittergut und eine Erbscholtisei. Durch die Zusammenlegung einzelner Güter wurden weitere Vorwerke geschaffen. 1536 wurde die Kirche von Bögendorf als eine der ersten im Schweidnitzer Land protestantisch.
Das Rittergut Nieder Bögendorf gehörte 1550 dem Hans von Seidlitz auf Ludwigsdorf und 1594 dem Friedrich von Seidlitz auf Ludwigsdorf. Letzterer trat die Lehenshoheit 1635 an Mathäus von Püschel ab. Dessen Tochter Rosina Katharina heiratete Jakob Schober. Von den Schobern hat die Lehnsgerechtigkeit Hubert von Prentner auf Zilzendorf erkauft. Seit 1620 übte die Stadt Schweidnitz die Grundherrschaft über ganz Bögendorf aus. Im Dreißigjährigen Krieg wurde der Ort stark beschädigt. 1636 musste die Pfarrkirche den Katholiken zurückgegeben werden. Da alle Bewohner 1651/52 Protestanten waren, blieb sie zunächst unbenutzt. Im Zuge der Gegenreformation wurde sie 1662/65 den Jesuiten übergeben, nachfolgend zogen auch wieder Katholiken nach Bögendorf. Die Bevölkerungsmehrheit blieb bis zur Vertreibung nach dem Zweiten Weltkrieg protestantisch. Ganz Bögendorf war evangelisch zur Friedenskirche Schweidnitz gepfarrt.
Nach dem Ersten Schlesischen Krieg fiel Bögendorf mit dem größten Teil Schlesiens an Preußen. Die alten Verwaltungsstrukturen wurden aufgelöst und Bögendorf dem Landkreis Schweidnitz eingegliedert, mit dem es bis 1945 verbunden blieb. Im Siebenjährigen Krieg, mit der Belagerung der Festung Schweidnitz durch die Preußische Armee, legte Friedrich II. 1762 sein Hauptquartier von Peterswaldau in das Bögendorfer Schloss.
1785 war das Dorf in Nieder- und Ober Bögendorf und Pfarrwidmut geteilt. 1785 zählte Bögendorf ein großes und acht kleinere Lehengüter, 40 Häusler, eine Wassermühle, 861 Bewohner, 44 Bauern und zwölf Gärtner. 1741–1808 unterstand Bögendorf der Kriegs- und Domänenkammer Breslau, bis es im Zuge der Stein-Hardenbergischen Reformen 1815 dem Regierungsbezirk Reichenbach der Provinz Schlesien zugeordnet wurde. 1845 zählte Nieder-Bögendorf 115 Häuser, fünf Lehengüter, eine Freischoltisei, 1117 überwiegend evangelische Einwohner (122 katholisch), evangelische Kirche vor Schweidnitz, eine evangelische Schule, katholische Kirche zu Bögendorf, drei Wirte, eine Wassermühle, 64 Baumwollwebstühle, 20 Leinwebstühle, 38 Handwerker, sechs Händler, 2025 Schafe und 515 Rinder. 1874 wurde die Landgemeinde Nieder Bögendorf dem gleichnamigen Amtsbezirk eingegliedert, zu dem auch die Landgemeinden Bögendorf, Pfarrwiedemuth sowie die Gutsbezirke Bögendorf, Pfarrwiedemuth und Nieder Bögendorf gehörten.
Als Folge des Zweiten Weltkriegs fiel Nieder Bögendorf mit dem größten Teil Schlesiens 1945 an Polen. Nachfolgend wurde es in Witoszów Dolny umbenannt. Die einheimische deutsche Bevölkerung wurde – soweit sie nicht vorher geflohen war – bis Oktober 1947 vertrieben. Die neu angesiedelten Bewohner waren teilweise Zwangsumgesiedelte aus Ostpolen, das an die Sowjetunion gefallen war.
Von 1975 bis 1998 gehörte Witoszów Dolny zu Woiwodschaft Wałbrzych.

## Sehenswürdigkeiten
- Pfarrkirche Mariä Heimsuchung, errichtet um 1265/68, Wiederaufbau im 15. Jahrhundert, Vorbau 16./17. Jahrhundert, 1846 erweitert.
- Schloss Nieder Bögendorf, ehemals Rittergut, dann Bauerngut, Wohnhaus Ende 19. Jahrhundert, Scheune von 1806 bez.[9]

## Galerie

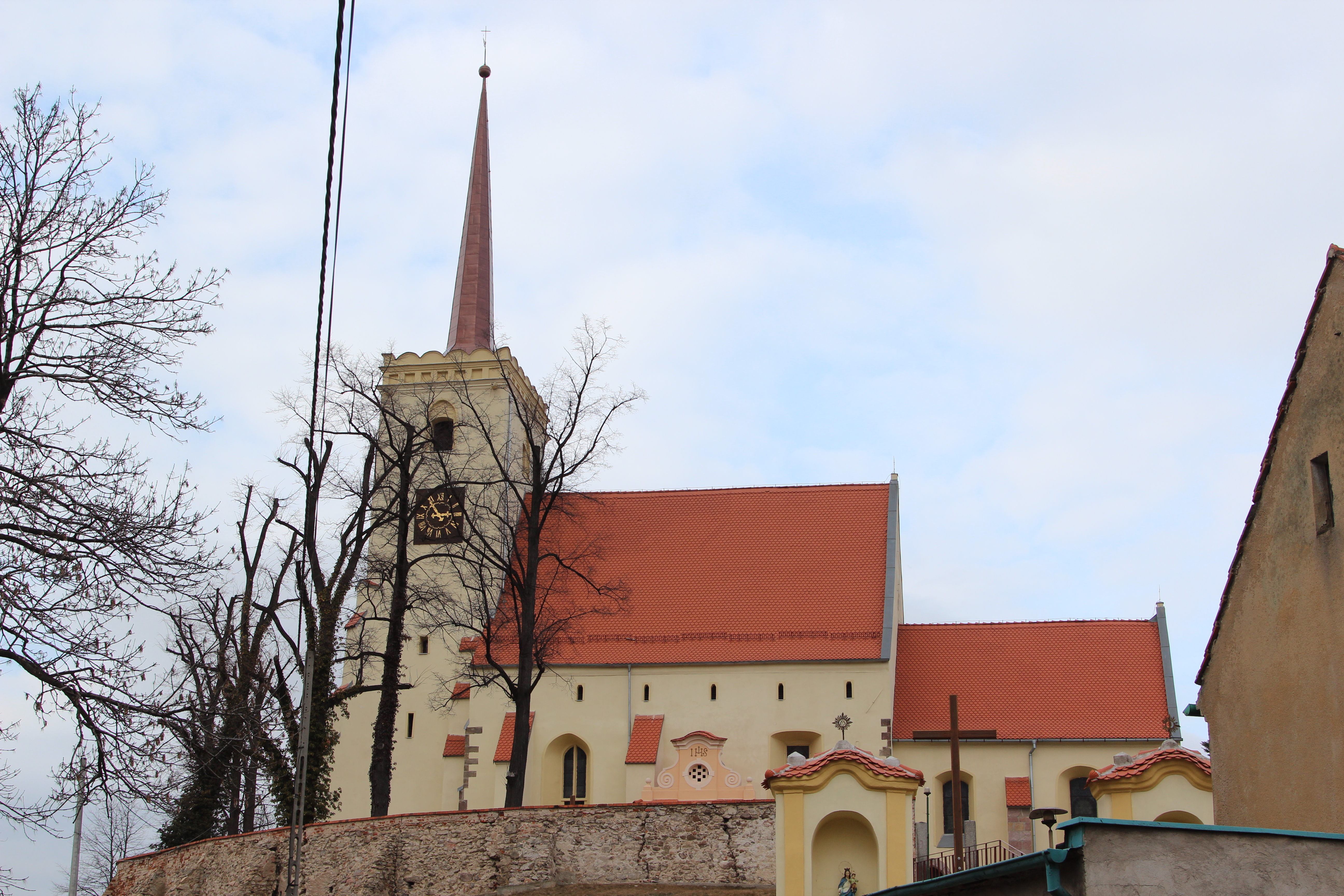
Pfarrkirche Mariä Heimsuchung mit Friedhofsmauer
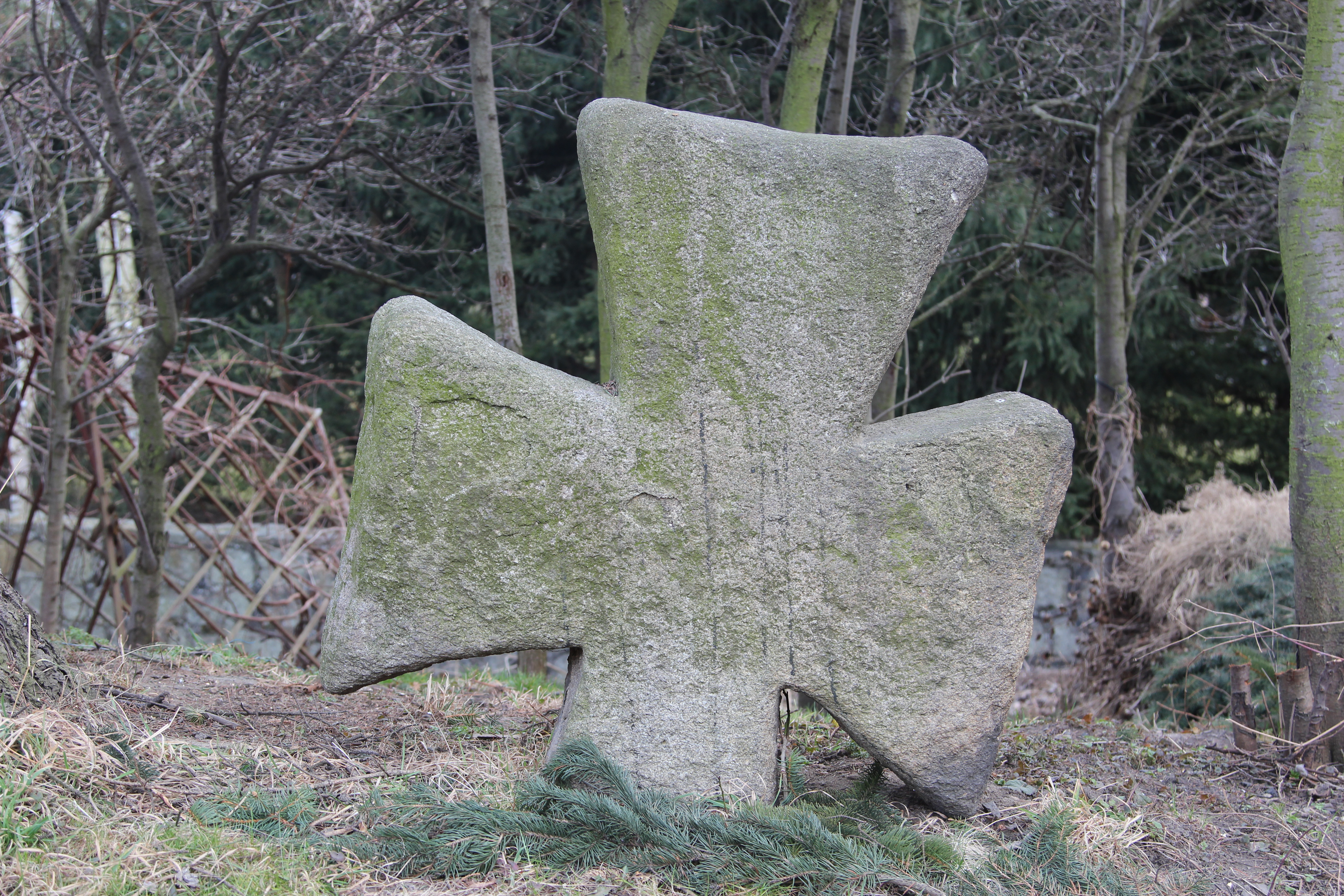
Mittelalterliches Sühnekreuz
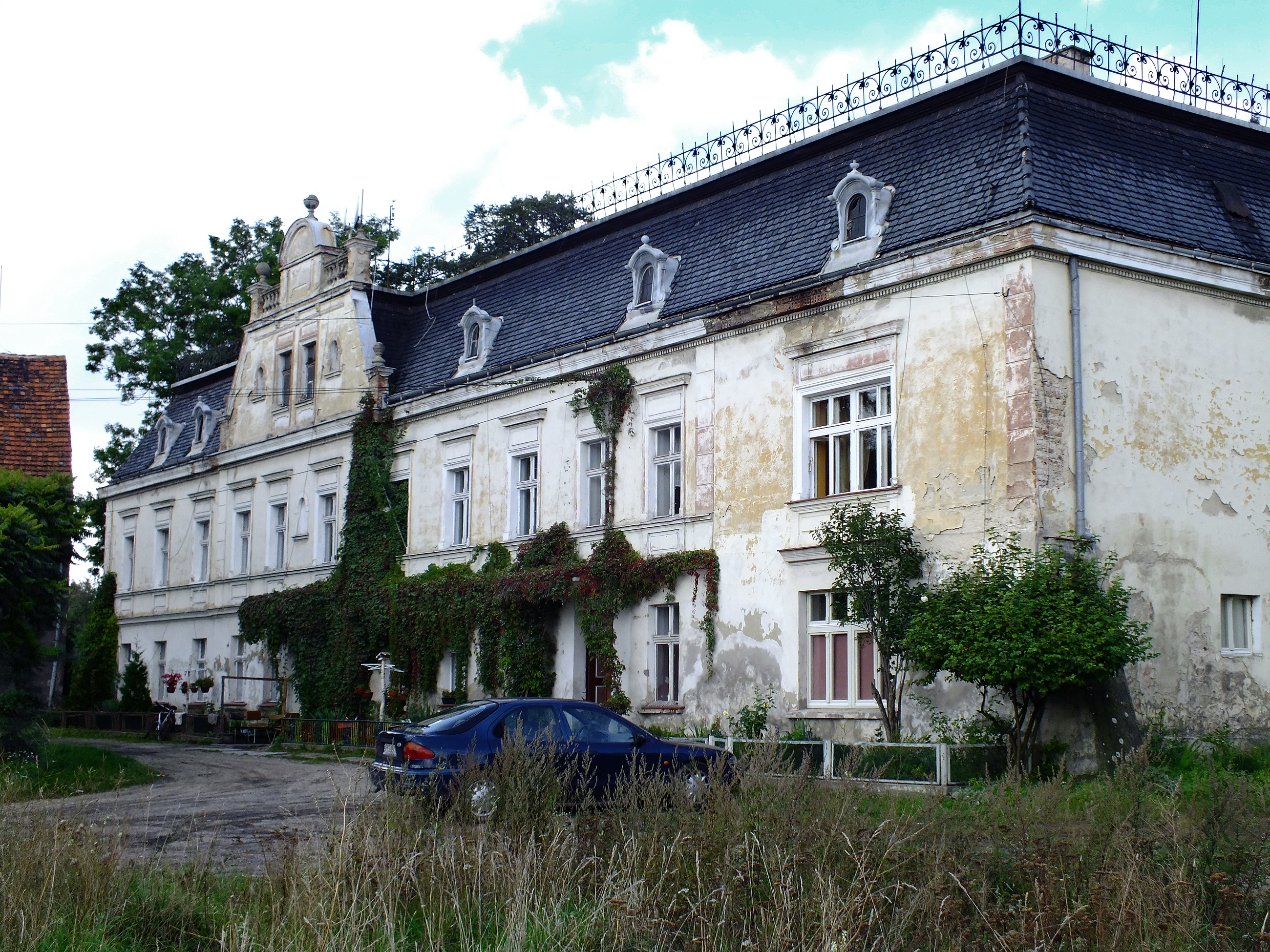
Schloss Nieder Bögendorf, Wohnhaus

## Persönlichkeiten
- Ernst Sigismund Schober (1681–1749), königlicher Amtsadvokat, Kirchendeputierter und Rechtskonsulent, Lehensherr auf Bögendorf